# Kanton Caen-4
Der Kanton Caen-4 ist seit 1973 ein französischer Wahlkreis  im Arrondissement Caen, im Département Calvados und in der Region Normandie. Er umfasst den südöstlichen Teilbereich der Stadt Caen.

## Geschichte
Der Kanton wurde 1973 gebildet, 1982 umgestaltet und besteht seit der landesweiten Neuordnung der französischen Kantone im März 2015 nur noch aus einem Teil der Stadt Caen. Davor gehörte noch die Gemeinde Épron dazu und er besaß einen anderen INSEE-Code als heute, nämlich 1440.

## Politik
| Vertreter im Departementrat | Vertreter im Departementrat     | Vertreter im Departementrat |
| Amtszeit                    | Namen                           | Partei                      |
| --------------------------- | ------------------------------- | --------------------------- |
| 1998–2015                   | Antoine Casini                  | PS                          |
| 2015–                       | Gilles Deterville Corinne Feret | PS                          |